# Dhana Nanda
Dhana Nanda était un empereur nanda. Il a régné entre 329 et 321 av. J.-C.. Il est le successeur de Mahapadma Nanda, son père. Son impopularité lui vaudra sa destitution en 321 av. J.-C.. Le territoire est ensuite repris par la dynastie Maurya.